# Chapelle-des-Fougeretz
Chapelle-des-Fougeretz é uma comuna francesa na região administrativa da Bretanha, no departamento Ille-et-Vilaine. Estende-se por uma área de 8,7 km². Em 2010 a comuna tinha 4 832 habitantes (densidade: 555,4 hab./km²).